# 11496 Grass
11496 Grass eller 1989 AG7 är en asteroid i huvudbältet som upptäcktes den 10 januari 1989 av den tyske astronomen Freimut Börngen vid Tautenburg-observatoriet. Den är uppkallad efter den tyske författaren och nobelpristagaren Günter Grass.
Asteroiden har en diameter på ungefär 4 kilometer.